# Harcerska Nagroda Literacka
Harcerska Nagroda Literacka – polska nagroda literacka, organizowana i przyznawana przez Główną Kwaterę ZHP od 1970 do 1991 roku.
Nagroda była przeznaczona dla polskich autorów publikacji literatury dla dzieci i młodzieży w wieku od 7 do 15 lat, korespondujących z założeniami wychowawczymi ZHP, wydanymi od 1 stycznia w roku poprzedzającym rok przyznania nagrody, dotąd nienagradzanych. Nagrodę otrzymywały także instytucje wydawnicze.
Propozycje zgłaszane przez wydawnictwa, redakcje oraz inne instytucje kulturalne wybierało jury powołane przez Główną Kwaterę ZHP.
W 1982 roku wprowadzono nagrodę przyznawaną przez dzieci i młodzież, laureat był wyłaniany drogą plebiscytu w prasie dziecięco-młodzieżowej.
W 1988 roku jury powołało Honorową Listę im. Aleksandra Kamińskiego.

## Laureaci
- 1970
  - Irena Jurgielewiczowa za Wszystko inaczej
  - Stefan Bratkowski za Księgę wróżb prawdziwych
- Honorowe wyróżnienie
  - Maria Dańkowska i Janina Słuszniakówna za Piegi w świetle Księżyca
  - Stanisław Aleksandrzak i zespół Wydawnictwa Harcerskiego Horyzonty za Naszą Biało-Czerwoną
- 1971
  - Stanisława Platówna za Chłopca na polnej drodze
- Honorowe wyróżnienie
  - Witold Gawdzik za Ortografię na wesoło
  - Elwira Milewska i Włodzimierz Zonn za Ziemię
- 1972
  - Aleksander Minkowski za Szaleństwo Majki Skowron
- Honorowe wyróżnienie
  - Wojciech Wiśniewski za Szukam przyjaciela
  - Wydawnictwo MON za serię Bitwy-Kampanie-Dowódcy
- 1973
  - Jerzy Szczygieł za Nigdy cię nie opuszczę
- Honorowe wyróżnienie
  - Janina Barbara Górkiewiczowa za Junaka
  - Wydawnictwo Harcerskie Horyzonty za serię Ważne sprawy dziewcząt i chłopców
- 1974
  - Maria Dańkowska za Romans naszej mamy
- Honorowe wyróżnienie
  - Ryszard Liskowacki za Kto zgrzeszył
  - Tadeusz Zimecki za Wielki temat Tomasza Akapita
  - Zofia Bogusławska za Dom w rzece
- 1975
  - Danuta Bieńkowska za Chwilę prawdy
- Honorowe wyróżnienie
  - Jan Kamyczek za Savoir-vivre dla nastolatków
  - Szymon Kobyliński za Śmiechu wartych
  - Piotr Wojciechowski za Zdobywcow orzechowego tortu
- 1976
  - Maciej Kuczyński za Zwycięzcę
- Honorowe wyróżnienie
  - Kazimierz Radowicz za Banderę Zawiszy Czarnego
  - Zbigniew Domarańczyk za Złotą wannę szejka i inne naftstories
  - Krystyna Dąbrowska za Posłuchaj, Katarzyno
- 1977
  - Janina Wieczerska za Lekcję dzielenia
- Honorowe wyróżnienie
  - Anna Frankowska za Zatańcz z moją dziewczyną
  - Olga Chrobra za Palenisko oraz Oto jest Polska, chcę żeby Polska
  - Stanisław Świrko za W krainie Gryfitów
- 1978
  - Klementyna Sołonowicz-Olbrychska za Majówkę
  - Henryk Lothamer za Do zobaczenia, mamo
- Wyróżnienia
  - Stanisław Biskupski za Boso wśród gwiazd
  - Wiera Badalska za Jędrka i innych
- Nagroda specjalna
  - Ryszard Liskowacki “za szczególne wartości trylogii”[2]: My z Marymontu, Z zielonych ulic na barykady, Wracamy do domu
- 1979
  - Jan Edward Kucharski za Warszawiaków
  - Ewa Ostrowska za Długą lekcję
- Wyróżnienia
  - Teodor Goździkiewicz za Opowieści krajobrazu
  - Igor Newerly za Rozmowę w sadzie dnia 5 sierpnia
- Nagroda specjalna
  - Seweryna Szmaglewska za cykl Czarnych Stóp
- 1980
  - Zbigniew Nienacki za Pana Samochodzika i złotą rękawicę oraz cykl o Panu Samochodziku
- Wyróżnienia
  - Danuta Brzosko-Mędryk za Mury w Ravensbrück
  - Maria Stengert za Trzymaj wiatr
- Nagroda specjalna
  - Janusz Domagalik “za ukazywanie w twórczości wychowawczej roli harcerstwa”[2]
- 1981
  - Zofia Woźnicka za Skalistą krainę Katalonii (II nagroda)
- Wyróżnienia
  - Ludwik Bronisz-Pikało za Światło w mroku
  - Stanisław Mioduszewski za Kworę – córkę delfinów
- Nagroda specjalna
  - Jerzy Kasprzak za Tropami powstańczej przesyłki
- 1982
  - Ewa Nowacka za Słońce w kałuży
- Wyróżnienia
  - Młodzieżowa Agencja Wydawnicza za Tylko o miłości
  - Nasza Księgarnia za Wiersze dla Was
- Nagroda specjalna
  - Jan Stanisław Kopczewski “za popularyzację bohaterów i wydarzeń historycznych”[2]
- Nagroda specjalna w plebiscycie “Świata Młodych”
  - Małgorzata Musierowicz za Idę sierpniową
- 1983
- Nagroda za książkę dla młodszych dzieci
  - Anna Lisowska-Niepokólczycka za Zrękowiny księżniczki
- Nagroda za książkę dla młodzieży
  - Edmund Niziurski “za całokształt twórczości artystycznej”[2] oraz za książkę Szkolny lud, Okulla i ja
- Nagroda specjalna
  - Stanisław Broniewski za Całym życiem
- 1984
- Nagroda za książkę dla młodszych dzieci
  - Igor Sikirycki “za całokształt twórczości poetyckiej”
- Nagroda za książkę dla młodzieży
  - Krystyna Siesicka za Moja droga Aleksandro (“z uwzględnieniem całości dorobku”[2])
- Nagroda specjalna
  - Państwowy Instytut Wydawniczy za “inicjatywę zebrania i starannego wydania Pełnić służbę”[2] (wspomnienia i dzienniki warszawskich harcerek z lat 1939–1945)
- Honorowe wyróżnienie
  - Jan Szczepański za Zapytaj samego siebie
- 1985
  - Jacek Nawrot za A w Patafii nie bardzo
- Wyróżnienie
  - Maria Szypowska za Szklane tarcze
  - Władysław Kozłowski za Przylecę jak ptaki na wiosnę
- 1986
  - Jadwiga Korczakowska “za całokształt twórczości dla dzieci i młodzieży”[2]
  - Sergiusz Nawrocki za Byłem Kaczorem
- Wyróżnienie
  - Julian Radziewicz za Równi wśród równych, czyli o samorządzie szkolnym
- 1987
  - Teresa Grabowska za Stare fotografie (I nagroda)
  - Klementyna Sołonowicz-Olbrychska za Spotkania (II nagroda)
- Nagroda specjalna
  - autorzy pracy zbiorowej Z dziejów harcerstwa śląskiego
- 1989
  - Joanna Kulmowa za Zagapienie
  - Zdzisław Nowak za Jak Boruta zakochał się w karczmarzowej córce
  - Jerzy Niemczuk za Powrót Daleków
- 1991
  - Anna Zawadzka i Jan Rossman za książkę  Tadeusz Zawadzki „Zośka”
  - Hanna Ożogowska “za całokształt twórczości literackiej dla dzieci i młodzieży”[3]